# 동광양시·광양군
동광양시·광양군은 대한민국의 옛 국회의원 선거구이다. 당시 전라남도 동광양시와 광양군 지역을 관할했다.

## 역사
1989년 1월 1일을 기해 광양군 골약면·태금면이 동광양시로 승격되었다. 이에 대한민국 제14대 국회의원 선거를 앞두고 광양군 선거구가 동광양시·광양군 선거구로 개편되었다. 
1995년 1월 1일을 기해 광양군과 동광양시가 통합되면서 통합 광양시가 출범하였다. 이에 대한민국 제15대 국회의원 선거를 앞두고 광양시 선거구로 개편되었다.

## 역대 국회의원
| 선거   | 정당 | 정당   | 의원   |
| ------ | ---- | ------ | ------ |
| 1992년 |      | 민주당 | 김명규 |

## 역대 선거 결과

### 대한민국 제14대 국회의원 선거
|  | 50.58% |

|  | 44.61% |

|  | 2.36% |

|  | 1.78% |

|  | 0.65% |